# Greta Wilner
Greta Maria Elisabeth Wilner, född 8 januari 1900 i Klippan, Kristianstads län, död 14 maj 1981 i Västerled, var en svensk målare, tecknare och teckningslärare.
Wilner var dotter till postmästaren August Hemmingsson och Hélène Eneman och från 1927 gift med civilingenjören Torsten Wilner. Efter att hon avlade teckningslärarexamen vid Tekniska skolan i Stockholm 1923 studerade hon måleri och konst vid några privata målarskolor i Stockholm. Hon var bland annat elev vid Signe Barths målarskola, A von Reybekiels målarskola och vid kursverksamheten vid Stockholms högskola. Hon var anställd som teckningslärare vid ett flertal skolor i Stockholmstrakten 1923–1966. Hennes konst består av figurmotiv, stilleben, porträtt och landskapsskildringar utförda i skiftande tekniker. Hon var representerad i Föreningen Svenska Konstnärinnors utställning 1953 samt ett flertal jurybedömda Stockholmsutställningar. Wilner är representerad vid Stockholms sjukhusdirektion. Hon är gravsatt i minneslunden på Bromma kyrkogård.